# Dunscore
Dunscore, schottisch-gälisch: Dùn Sgoir, ist eine Ortschaft in der schottischen Council Area Dumfries and Galloway beziehungsweise im Distrikt Nithsdale der traditionellen Grafschaft Dumfriesshire. Sie liegt rund 14 Kilometer nordwestlich von Dumfries nahe dem linken Ufer des Cairn Water.

## Geschichte
In der Umgebung von Dunscore befanden sich mit den Tower Houses Lag Tower und Bogrie House zwei Wehrbauten. Während ersteres vermutlich auf das 14. Jahrhundert zurückgeht, scheint Bogrie House späteren Datums zu sein. Lag Tower war im frühen 18. Jahrhundert Sitz von Robert Grierson, der als erbitterter Gegner der Covenanters in die Geschichte einging.
Die früheste Erwähnung einer Kirche in dieser Gegend geht auf das Jahr 1257 zurück. Die heute als Dunscore Old Church bezeichnete ehemalige Pfarrkirche stand jedoch rund sechs Kilometer östlich der Ortschaft. Nachdem 1649 eine neue Kirche in Dunscore entstanden war, wurde diese zu Beginn der 1820er Jahre abgebrochen. 1824 war die heutige neogotische Dunscore Parish Church fertiggestellt.
Nachdem sich in den 1880er Jahren noch zwei geschlechtergetrennte Schulen in Dunscore befunden haben, ist Dunscore in heutiger Zeit Standort einer kleinen Grundschule.
Dunscore ist Geburtsort der Missionarin Jane Haining, die mit ihrem Tod im Konzentrationslager Auschwitz zu den wenigen schottischen KZ-Opfern zählt.

## Verkehr
Die B729 bildet die Hauptstraße von Dunscore. Sie bindet die Ortschaft an die Fernverkehrsstraßen A702 (Edinburgh–St John’s Town of Dalry) im Nordwesten sowie die A76 (Kilmarnock–Dumfries) im Südosten an. Mit der südwestlich der Ortschaft befindlichen Dalgonar Bridge entstand in den 1810er Jahren eine Querung des Cairn Water.
1905 wurde mit der Cairn Valley Light Railway eine kurze Stichbahn zwischen Dumfries und Moniaive eingerichtet. Dunscore erhielt einen eigenen Bahnhof entlang dieser Strecke. 1943 wurde der Personenverkehr eingestellt und die Strecke 1949 schließlich aufgelassen.